# Iglesia Matriz (San Cataldo)
La Iglesia Matriz es el principal lugar de culto de San Cataldo, en la provincia y diócesis de Caltanissetta, y está situada en el punto más alto y céntrico de la ciudad. Está dedicado a la Inmaculada Concepción (anteriormente a la Natividad de María). Desde el 8 de diciembre de 2019 está unida con un vínculo particular a la Archibasílica Mayor Papal Arcipreste del Santísimo Salvador y de los Santos Juan Bautista y Evangelista en Letrán, Catedral del Sumo Pontífice. Está gobernada por un sacerdote de San Cataldo.

## Historia

### Orígenes
La catedral fue encargada por la familia Galletti, fundadores de la localidad de San Cataldo. A partir del siglo XVII, la venerable y noble estructura sufrió un repentino derrumbe de parte de las capillas del Crucifijo y de San Cataldo, lo que obligó a la comunidad de San Cataldo a reconstruirla, ampliarla y hacerla más majestuosa. Sin duda, hay que reconocer el mérito de la familia Galletti, cuidadosos promotores de las obras públicas locales, por haber construido una iglesia que, arquitectónicamente, se encuentra entre las más interesantes de la diócesis de Caltanissetta. De hecho, correspondió a Vincenzo Galletti, hijo del fundador de la ciudad, dotar al naciente tejido urbano de una gran iglesia, dedicada a la Natividad de María, en la parte superior, situada sobre un afloramiento rocoso cerca del castillo. Fue una época de fuerte crecimiento demográfico, en la que la pequeña iglesia agustina, situada en la parte baja de lo que hoy es Via San Nicola, ya no era suficiente para satisfacer las necesidades espirituales de una población en continuo aumento. Por lo tanto, el barón Vincenzo pidió en 1632 autorización al obispo de Agrigento, dentro del cual se encontraba su territorio a nivel eclesiástico, para construir una iglesia y fundar un arcipreste, proporcionando a este respecto unos ingresos de 40 onze al año para estar abierto al culto., reservándose el derecho de nombrar al arcipreste. El desprendimiento de tierra, que acecha desde hace sesenta años, en 1698, intentó socavar los cimientos del templo, pero la intervención inmediata del Príncipe Galletti hizo reparar todos los daños, transformando casi por completo la parte interna, que adquirió estructura y estabilidad.

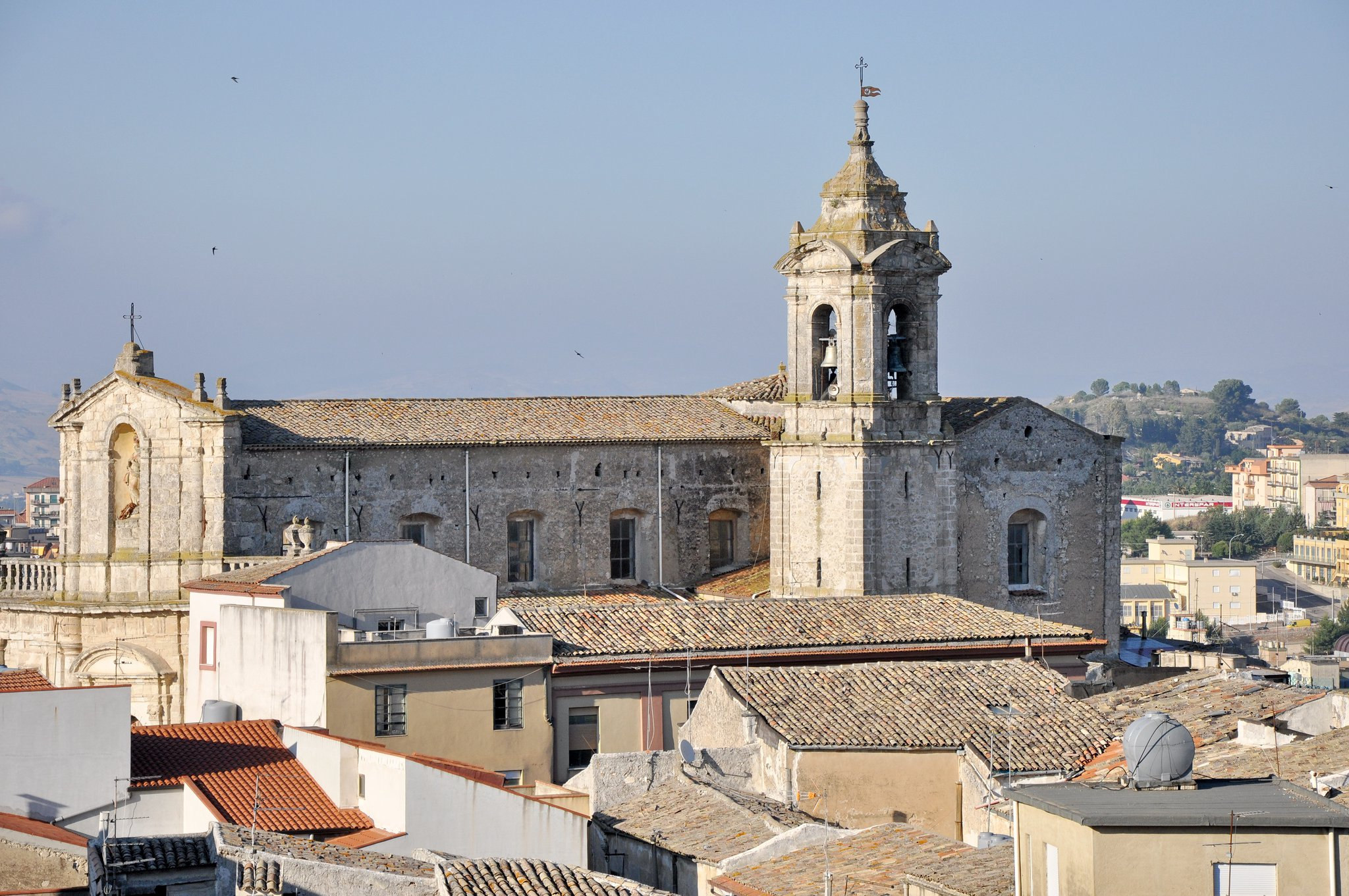
Iglesia Matriz vista desde la torre del reloj cívico

### La arquitectura y el presunto autor del templo
La Iglesia Matriz tiene planta basilical con cúpula central, fue concebida según los cánones barrocos y las peticiones tridentinas ligadas a la evangelización de las masas campesinas. Es una maravilla que, cuando el pueblo todavía era aldea, se construyera una magnífica iglesia, grande y hermosa, imponente, de tres naves y en forma de cruz latina, con una soberbia cúpula en el centro y una gran capilla del coro. Es posible detectar la organización espacial del edificio de aquella época gracias a la visita pastoral de 1745, realizada por el obispo de Agrigento, Lorenzo Gioeni. De los documentos sabemos que había siete altares laterales por nave, las capillas del Santísimo Sacramento y del patrón Cataldo. El autor del proyecto de la Iglesia Matriz sigue siendo desconocido, aunque se remonta al círculo de colaboradores y maestros de obras del célebre arquitecto Vaccarini, que en la misma época trabajaba en Catania por orden del obispo Galletti. Entre los maestros de Catania se encuentra la familia Caruso y uno de estos miembros, Giuseppe, aparece en 1768, encargado de realizar una serie de trabajos relativos a la fachada de la iglesia, el suelo y la colocación del monumento funerario en memoria de Giuseppe Galletti situado en el crucero de izquierda. 
Sólo en el siglo siguiente a su construcción pudo ser consagrado oficialmente, de hecho, el 9 de mayo de 1739, el obispo de Catania, Pietro Galletti, hermano del Príncipe Giuseppe, fue llamado a celebrar la solemne función de la Dedicación del templo colocado bajo el protección de la Virgen Inmaculada.

### La consagración tuvo lugar el 9 de mayo de 1739.

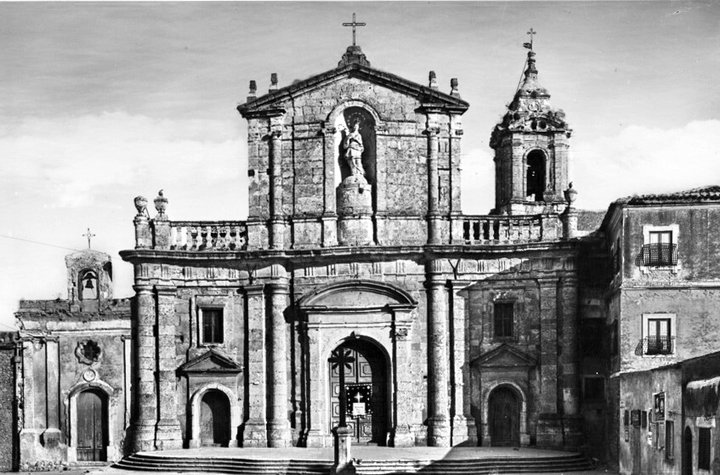
Fachada de la Iglesia Matriz alrededor de los años 40

### Intervenciones de mantenimiento y embellecimiento.
El derecho de mecenazgo del que se jactaban los Galletti sobre la Iglesia Madre les llevó a invertir enormes sumas de dinero destinadas a embellecerla con el tiempo. Incluso los arciprestes intervinieron para hacerlo cada vez más decoroso, como el arcipreste Calogero Carletta que, en la primera mitad del siglo XX, encargó al pintor de San Cataldo Salvatore Naro la decoración de la bóveda de cañón central. La Iglesia Madre, a pesar de la pronta atención recibida por parte de las autoridades eclesiásticas, nunca ha gozado de buena salud, debido a los micromovimientos de la estructura que comprometían su existencia misma. En 1820, el arcipreste Antonino Amico Roxas inició la construcción de la maravillosa fachada de piedra tallada, de arquitectura toscana-española, pero, en 1822, las obras fueron suspendidas por la muerte del venerable arcipreste. Algunas de las piedras de la nueva fachada procedían de la cercana iglesia de Sant'Antonio Abate (al Carmelo), que se suponía que se utilizarían para construir una iglesia de cruz griega, muy deseada por el arcipreste Isidoro Amico (devoto de Sant'Antonio Abate). Era 1740]], de hecho, cuando el templo estaba en avanzada construcción, en el año 1773, el arcipreste Amico murió y las obras quedaron suspendidas por mucho tiempo y en 1818 las piedras fueron llevadas a Piazza Madrice y dos años más tarde utilizadas en la fachada. Cuando falleció el Arcipreste Amico Roxas, las obras fueron suspendidas temporalmente y reanudadas por Don Calogero Giamporcaro (hermano del Arcipreste Luigi Giamporcaro), quien sucedió al Arcipreste Antonio Amico Roxas como jefe de la Iglesia Madre. Don Calogero Giamporcaro actuó como tesorero de la catedral y mandó terminar la fachada bajo la dirección del arquitecto palermitense Emanuele Di Bartolo. El nuevo arcipreste Luigi Giamporcaro hizo realizar importantes restauraciones por el maestro Vasano y los hermanos talladores Nicola y Antonio Perricone, que trabajaron intensamente hasta 1845. En 1879, el arcipreste Raimondo Maira mandó hacer el pavimento de mármol de la iglesia y restauró la capilla de la Inmaculada Concepción, el Crucifijo y el Santísimo Sacramento. Las restauraciones fueron realizadas por Arturo Rusconi y Angelo Maraia y finalizaron en 1889. Otro arcipreste que cuidó mucho de la Iglesia Madre fue el Arcángel Salomón, quien renunció a la prebenda del servicio arciprestal durante 26 años. Estas sumas se utilizaron para el culto y para el embellecimiento del templo. En 1892 hizo terminar el pavimento de la capilla del Santísimo Sacramento y, en 1893, hizo dorar la estatua de la Inmaculada Concepción por Alfio Villani en Catania. En 1894 hizo pavimentar el coro, que fue inaugurado en Nochebuena; También hizo construir el órgano de tubos a la empresa Pacifico Inzoli de Crema. El 29 de junio de 1904, se inauguró un monumento funerario en memoria de Giovanni Guttadauro, segundo obispo de Caltanissetta, colocado junto al actual altar de la Inmaculada Concepción. Otro monumento funerario está presente en la Iglesia Matriz, en la capilla del Crucifijo, dedicada al Príncipe Giuseppe Galletti. 

### Cerrado en 1965 y reabierto en 1979
El lunes 26 de abril de 1965 es todavía recordado hoy por los habitantes de San Cataldo, por el repentino cierre al culto de su Iglesia Matriz, por orden del alcalde de la época, Ferdinando Maiorana, previo dictamen de la oficina técnica municipal que lo declaró. inseguro debido al deslizamiento de tierra. Salvatore Arcarese, autor del volumen San Cataldo y Sancataldesi escribe en su libro que esa mañana, "el rostro del padre arcipreste Gabriele Nicosia se apagó ante la inesperada noticia, que le golpeó directamente en el corazón". Todo San Cataldo se rebeló contra la drástica decisión, agravada aún más por los insistentes rumores de la necesidad de derribar la Iglesia Matriz para reconstruirla en un lugar más seguro. Un nutrido grupo de gente de San Cataldo ocupaba el templo, tocando las campanas a todas horas. La protesta de toda la ciudad no fue en vano y los habitantes de San Cataldo arrancaron a las autoridades la promesa de dar marcha atrás en sus decisiones. De hecho, en una reunión en el ayuntamiento se anunció oficialmente que el templo, aunque permanecería cerrado por motivos de seguridad, ya no sería derribado. La creación de un comité ciudadano, encabezado por el Honorable Giuseppe Alessi, logró recaudar fondos para algunas obras urgentes de rehabilitación gracias a la participación de la población y de las instituciones locales. Era el domingo siguiente al 8 de diciembre de 1979, cuando la Inmaculada regresó de la parroquia de los padres Mercedari ya no a la Iglesia de San Giuseppe, sino definitivamente a su casa, la Iglesia Matriz. El sonido festivo de las campanas, la banda de la ciudad cantando "Salvi Regina", "u Castiddru di fucu" (fuegos artificiales), anunció la reapertura de la Iglesia Matriz del Pueblo de San Cataldo. El regreso se realizará sobre las 17.30 horas. El obispo Alfredo Maria Garsia y el arcipreste Gabriele Nicosia celebran la primera misa en presencia del clero, el Excmo. Giuseppe Alessi, el alcalde Frattallone y los ciudadanos que acudieron en masa. En la parte trasera del templo, donde antiguamente estaba colocada la pila bautismal, dos jóvenes, Gabriella y Angelo, tocan un pequeño teclado, animando con cantos de alegría la solemne e inolvidable liturgia.

### La restauración de 2016
Del 1 de octubre de 2015 al 15 de febrero de 2016 la Iglesia Matriz se vio afectada por algunas intervenciones de restauración relativas a la fachada y la adecuación del sistema eléctrico. El proyecto costó 223.642,61 € 50% de los cuales fue financiado por la Conferencia Episcopal Italiana, mientras que el 50% restante fue pagado por la comunidad Madrice. La tarde del sábado 27 de febrero de 2016, el obispo Mario Russotto reabrió el templo al finalizar los trabajos de restauración.

### El 280 aniversario de la Dedicación
Del 8 de diciembre de 2018 al 8 de diciembre de 2019, a instancias del Arcipreste Biagio Biancheri, se celebró un año especial con vistas al 280° aniversario de la Dedicación de la Iglesia Madre, celebrado el 9 de mayo de 2019 con una solemne concelebración eucarística, presidida por SE Mons. Salvatore Gristina, arzobispo metropolitano de Catania y presidente de la Conferencia episcopal de Sicilia, en la que participaron numerosos sacerdotes y todas las autoridades civiles y militares de la provincia de Caltanissetta  El 2 de junio de 2019, solemnidad de Ascensión del Señor, En acción de gracias durante la celebración del 9 de mayo, Rai 1 retransmitió en directo a todo el mundo desde la Iglesia Madre la Santa Misa presidida por SE Mons. Mario Russotto, obispo de la diócesis de Caltanissetta. La retransmisión en directo de la Santa Misa registró 3.167.000 espectadores y un 35,2 de share 

### Afiliación a la Archibasílica papal de Letrán
Al concluir y sellar el año especial del 280 de la Dedicación (8 de diciembre de 2018 - 8 de diciembre de 2019), el Capítulo de Letrán, presidido por el Cardenal Angelo De Donatis, Vicario General de Su Santidad para la Diócesis de Roma, Arcipreste de la Archibasílica Papal de San Juan de Letrán y Gran Canciller de la Pontificia Universidad Lateranense, fechada El 27 de septiembre de 2009, se aprobó y firmó Acta de Afiliación con particular vínculo de la Iglesia Madre a la Archibasílica Papal del Santísimo Salvador y de los Santos Juan Bautista y Evangelista en Letrán, Catedral del Sumo Pontífice Francisco. El 10 de octubre de 2019, la Penitenciaría Apostólica, firmada por el cardenal Mauro Piacenza, por mandato del sumo pontífice, emitió el decreto de indulgencias perpetuas concedidas a los fieles que acuden a la Iglesia Madre. La celebración de entrega de los documentos pontificios tuvo lugar el 8 de diciembre de 2019, a las 11.00 horas, con el Delegado de la Sede Pontificia, mons. Enzo Pacelli.

### Arte
Numerosas estatuas y pinturas llenan el espacio sagrado. Recordemos algunas obras particularmente interesantes: el cuadro de 1781, la Natividad de María, pintado por Carmelo Riggi de San Cataldo para el altar mayor. Merece mención el cuadro anónimo del siglo XVIII de la Adoración de los Pastores; las esculturas del Crucifijo de marfil, de San Miguel Arcángel, de la Inmaculada Concepción y de San Cataldo, todas de autor desconocido y de diferentes épocas. También merece atención la custodia del Crucifijo, que contiene numerosas reliquias de santos y mártires y se abre una vez al año durante la fiesta patronal del Crucifijo; el crucifijo de marfil de casi 75 metros de altura cm de escultura romana, que domina el altar mayor desde 2013; la corona de joyas de la Inmaculada Concepción; el cuerpo de San Clemente mártir (actualmente conservado porque necesita restauración); la cruz pectoral de oro de Luigi Cammarata, que fue arcipreste de 1942 a 1946 y luego nombrado obispo titular de Cesarea de Mauritania y prelado ordinario, administrador apostólico de la Prelatura Nulio de Santa Lucía del Mela (Mesina) por el Papa Pío XII ; el cuadro del Corazón de Jesús de Riggi; custodia de plata; la estatua de la Anunciación, obra de Cardella de Agrigento.

### El órgano de tubos
Fue encargado por el arcipreste Salomón. El contrato para la construcción de la obra fue estipulado el 09/04/1904 entre el párroco y el organero Pacifico Inzoli de Crema. El instrumento debía sustituir a un órgano anterior, construido en 1745 por el organero de Palermo Michele Andronico. Se trataba de un instrumento más pequeño, de pocos registros, insuficiente para el volumen de la imponente iglesia. El 11 de marzo de 1905 se encargó la prueba del nuevo instrumento al maestro de la banda de la ciudad, Antonino Curatolo. Se trata de un valioso instrumento con transmisión mecánica (en parte neumática). Durante el cierre de la Madrice, el instrumento fue desmantelado por orden del párroco de Nicosia y conservado. En agosto de 2000, fue reensamblado detrás del altar mayor después de haber sido restaurado por Francesco Oliveri de Acicatena (CT). El órgano consta de dos manuales, una pedalera con 27 notas que opera 16 registros. (para más información ver el libro "San Cataldo: melodías, instrumentos, músicos de AP Leonardi")

### El campanario
Cuando se fundó la Iglesia Matriz, el campanario que aún se alza majestuoso sobre la roca que domina la escalera lateral de la catedral, fue enriquecido con tres campanas, de diferentes tamaños, para llamar al pueblo de Dios a las celebraciones. El 9 de mayo de 1739, con motivo de la dedicación de la Iglesia Madre, el príncipe Galletti hizo añadir a la torre tres grandes campanas más. En 1887, la campana más grande, que pesaba unos 25 quintales, sufrió daños, pero aún se utilizó durante unos 12 años más, a pesar de que en mayo de 1889 se había desprendido de ella un pequeño sector de unos dos quintales, mientras se tocaban las campanas.. Campanas en vísperas del día del santo patrón. Entre las múltiples iniciativas del Arcipreste Arcángel Salomón destaca la refundición de la mencionada campana, con la adición de otra, de un peso aproximado de cinco quintales, que se había roto mucho antes. La reconstrucción tuvo lugar en 1898 en la iglesia del Señor de los Misterios en el Calvario, en la que todos los preparativos y trabajos relacionados fueron realizados por el artesano Vincenzo Di Benedetto, de Rieti. Para el transporte de la campana, dado que Via Misteri era entonces una superficie natural, se construyó específicamente un carro loco al que se engancharon cuatro bueyes. El traslado a la Iglesia Matriz fue un verdadero acontecimiento para la ciudad, de hecho, toda la gente estuvo presente ayudando a empujar el carro y llenando los charcos con trozos de madera. El peso total del campanario era de aproximadamente 30 quintales y estaba dedicado al Santo Crucifijo y a la Inmaculada Concepción como se puede leer en relieve en el propio campanario. Fue bendecida el 14 de febrero de 1898 por el obispo de Caltanissetta, Ignazio Zuccaro. La campana más grande tiene el sonido re1 y está grabado: " Mi sonido llama a los fieles, anuncia la muerte, despierta sentimientos de lástima en el corazón. Fue construida en el año 1779 a expensas del príncipe Nicolò Galletti, refundida por Vincenzo Benedetti del año Rieti. 1898 por el arcipreste Arcángel Salomón ". En la segunda campana, que emite el sonido E1, hoy no es posible leer la escritura, ya que el grabado se encuentra en la parte exterior del campanario. En la tercera campana, la más reciente, que suena a F1, está escrito: " En memoria perenne de las celebraciones del 250 de la celebración de la Dedicación de la Iglesia Madre la Cassa" G. Toniolo "ofreció este bronce sagrado, para que su voz llamara a todos a la conversión del corazón, a la alabanza de Dios, a la unidad de la Iglesia. 9 de mayo de 1989. Arcipreste Carmelo Sanguedolce ". En la cuarta campana, que da el sonido Sib2, está escrito: " Excll. Vincentvs Galletti prin. Qui non minusnitore ill. Sanguis quam fulgore virtvtis incacoetes. -Immacul. Impertiit utanevoce acperpetuo sonitu ad heroic. Tan quamcallus vigilans Die. En la quinta campana, que da el sonido E2, está escrito: " Abaltum tempore belli AD MCMXL-MCMXLV restitutum ufficio sumptu AD MCML ". En el último, el más pequeño del campanario, que da el sonido A3, está escrito: " Refundido por la Cassa" G. Toniolo" de San Cataldo, 9 de mayo de 1989. Arcipreste Carmelo Sanguedolce ".

## Indulgencia plenaria, celebraciones y fiestas patronales

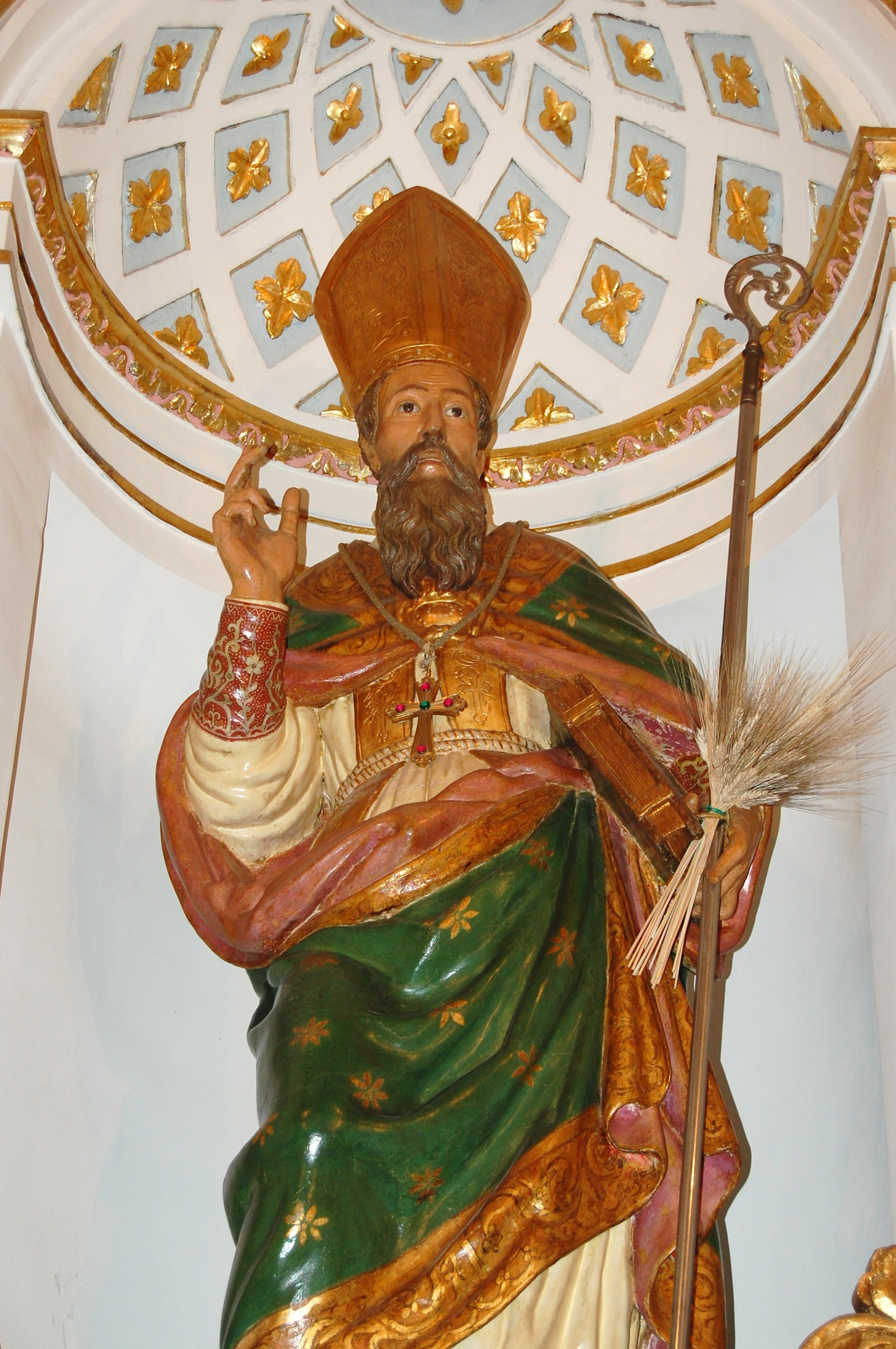
Obispo San Cataldo, Iglesia Matriz (San Cataldo).

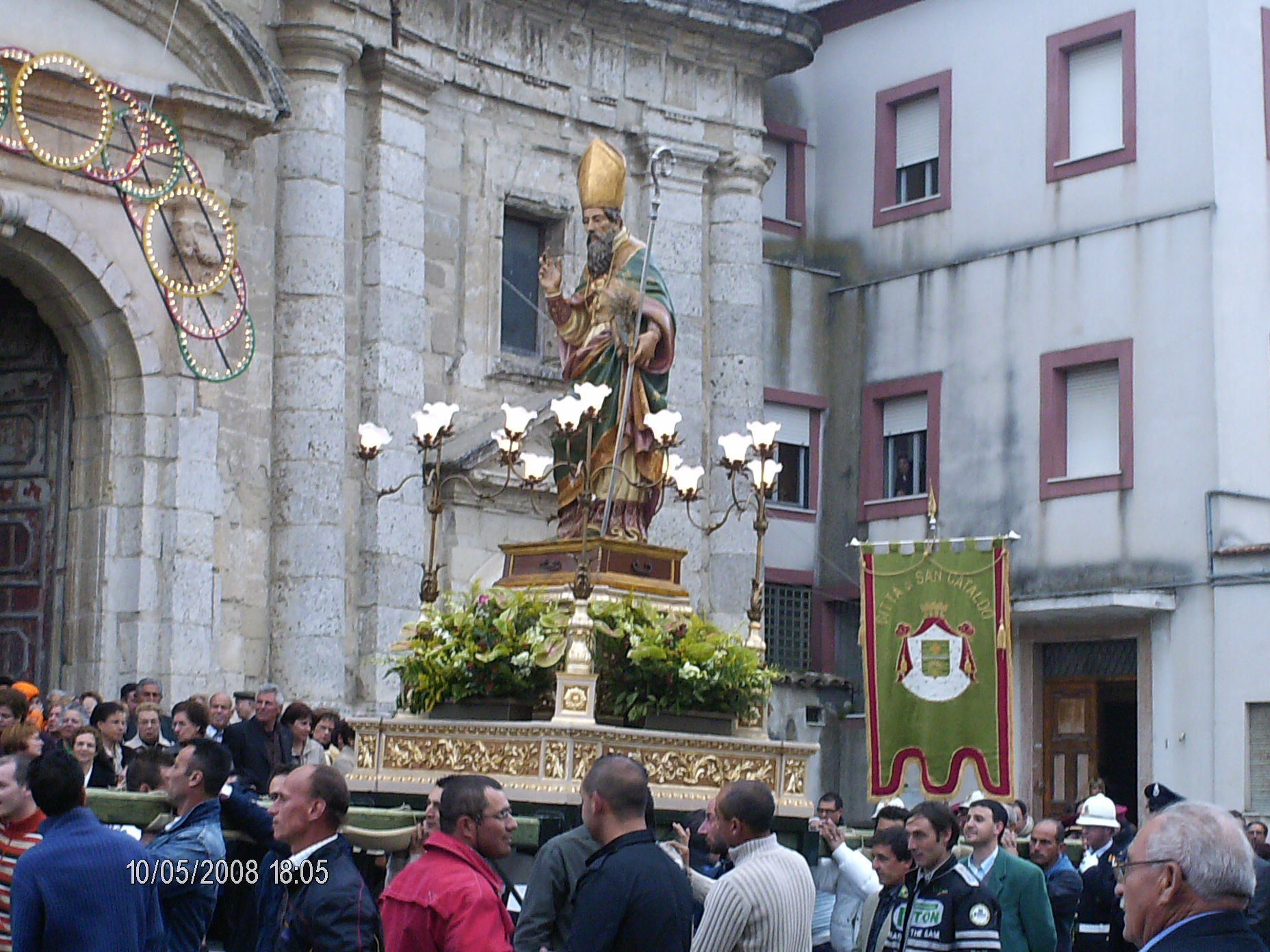
Procesión de San Cataldo, 10 de mayo de 2008

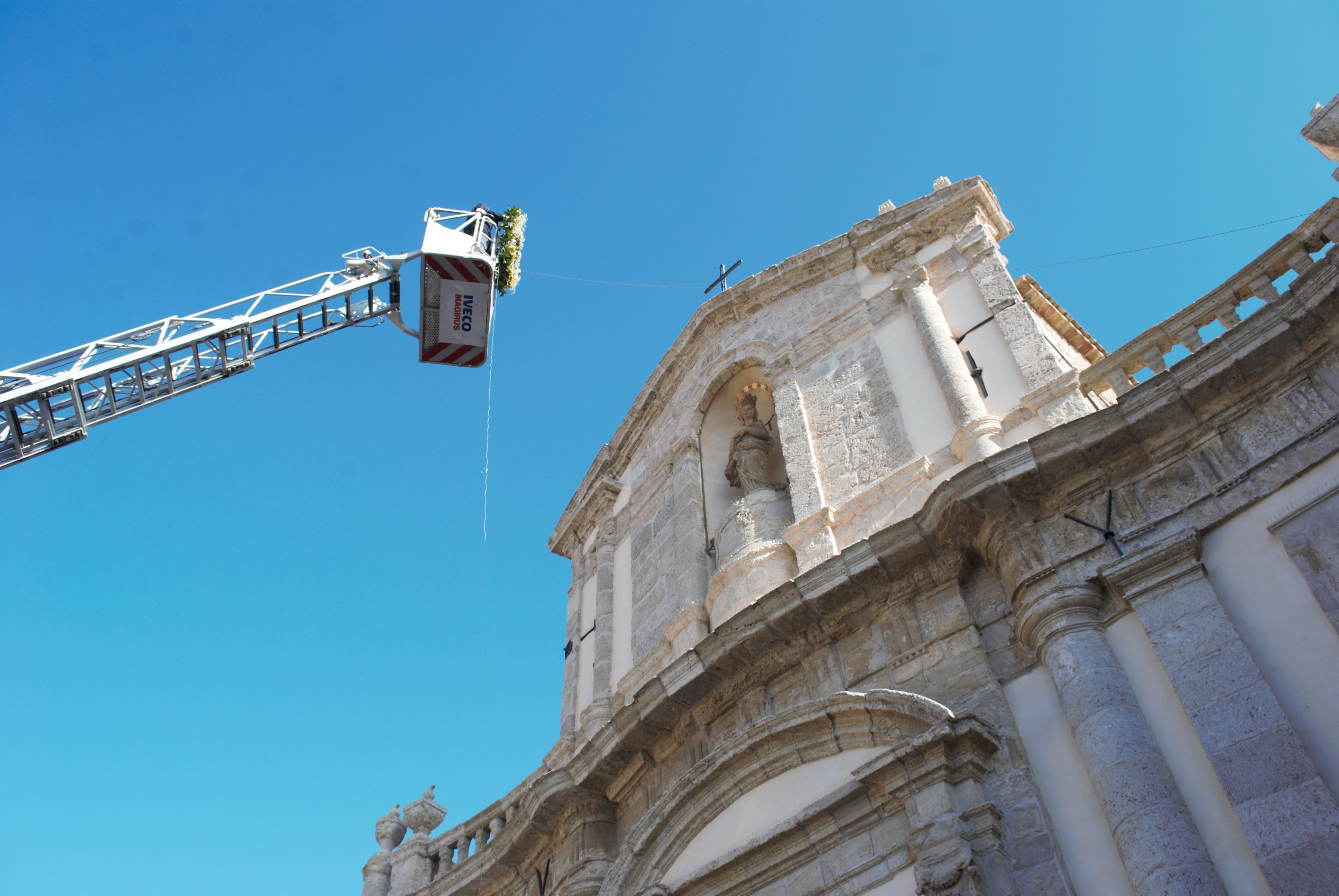
Acto de veneración a la Inmaculada Concepción colocada en la fachada de la Iglesia Matriz, 8 de diciembre de 2016

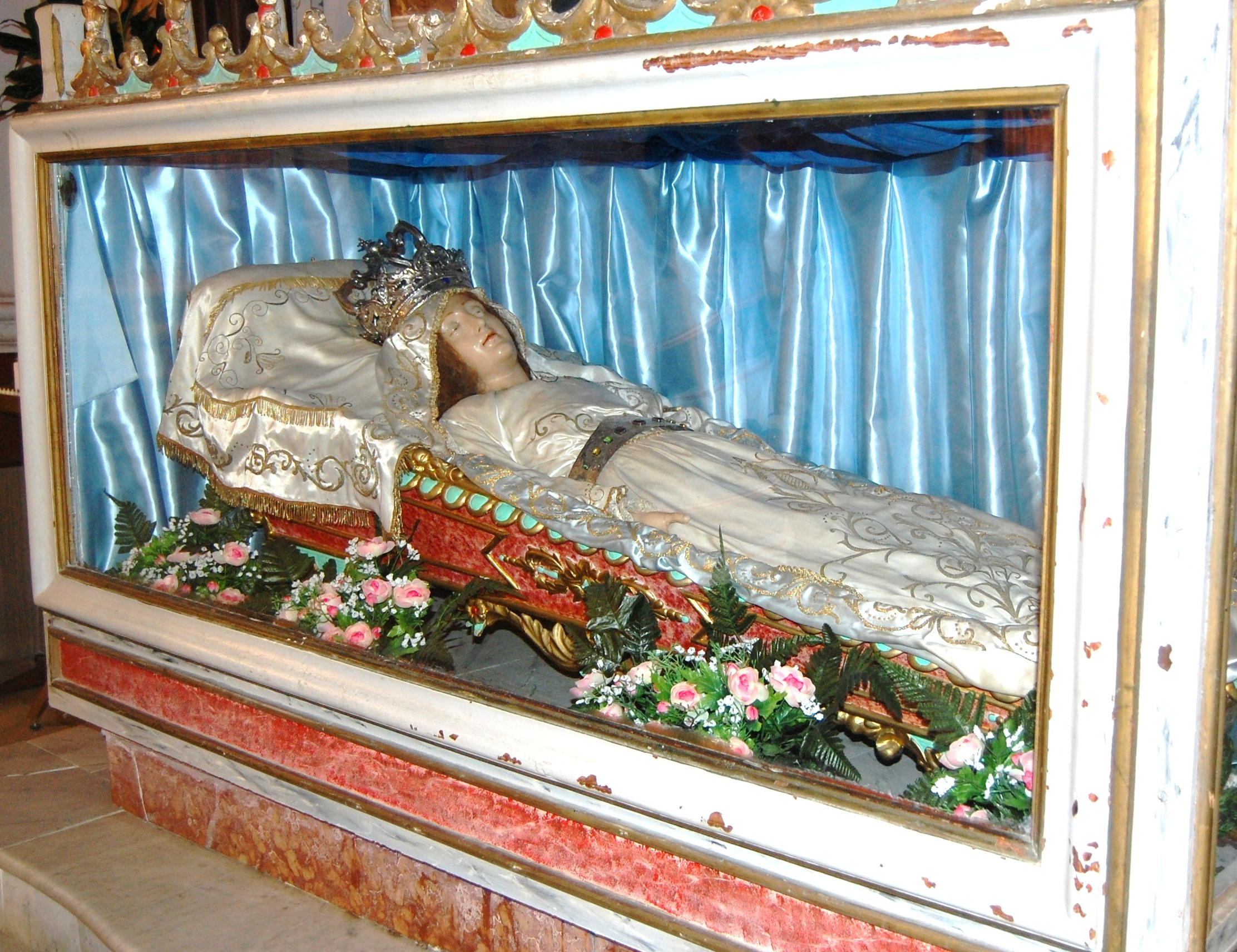
La urna de la Virgen dormida (la dormitio Virginis), estatua de cera, obra del. conservado en la Iglesia Matriz de San Cataldo (provincia de Caltanissetta).

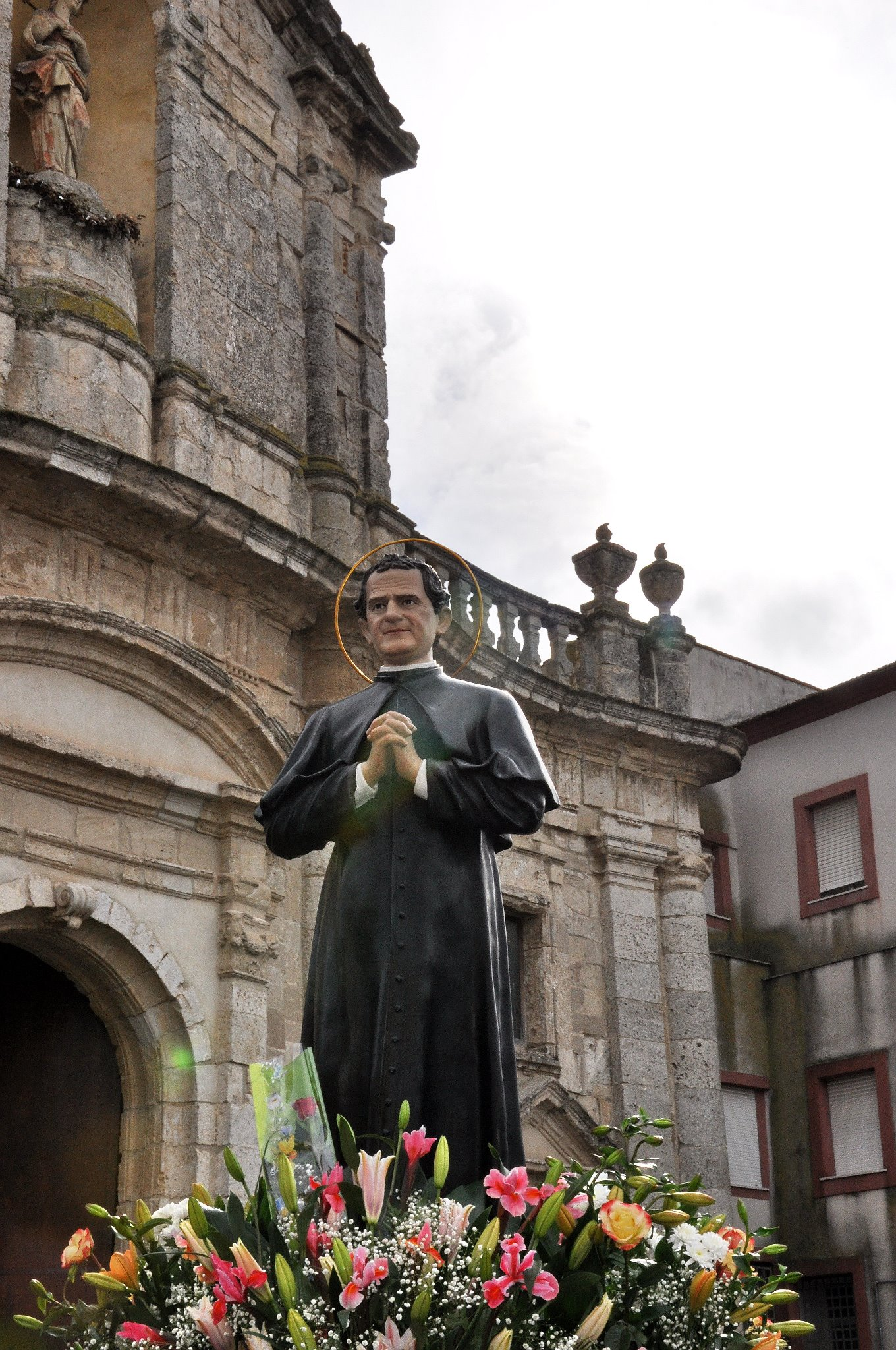
Don Bosco 31 de enero

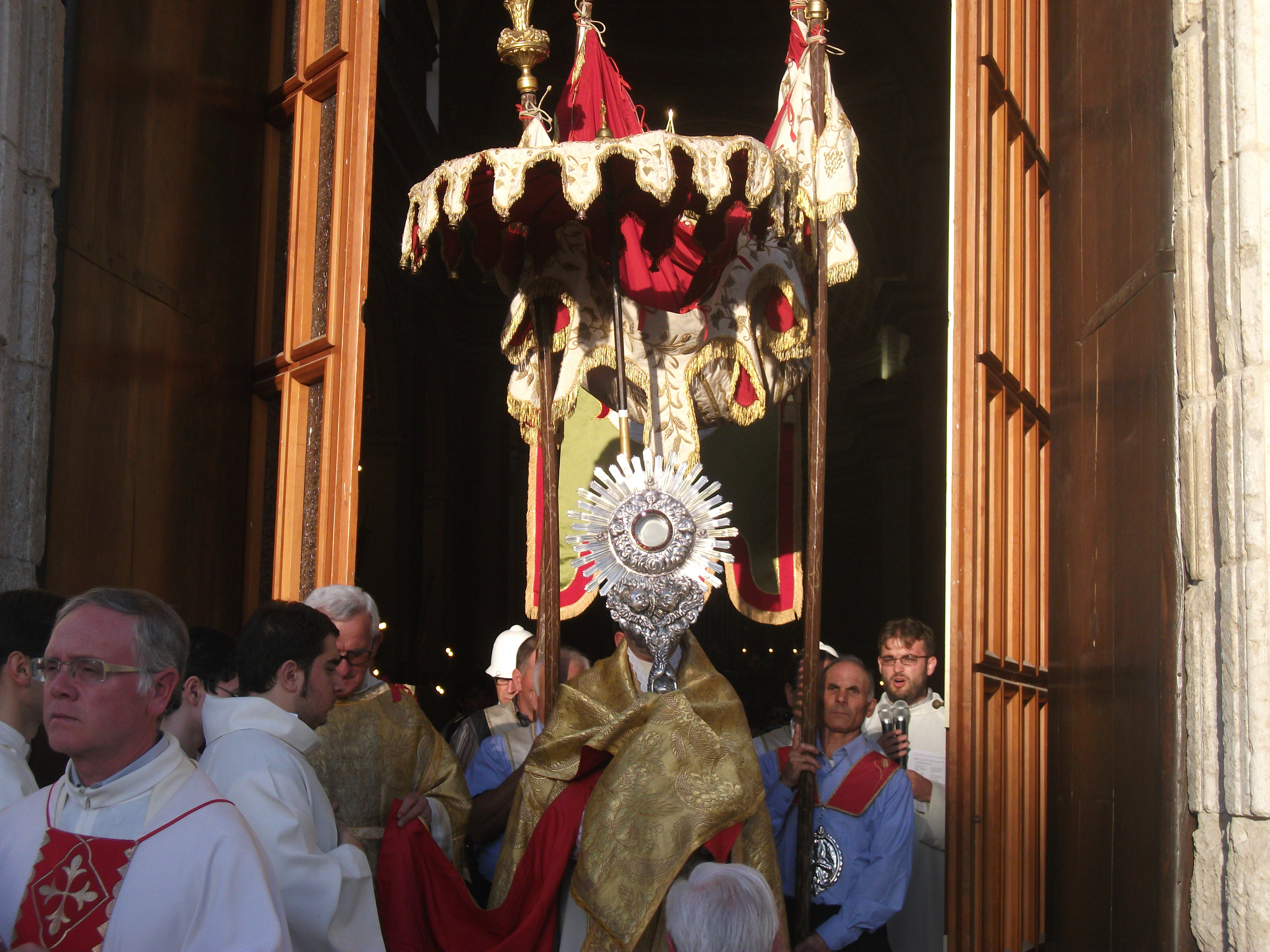
Santísimo Sacramento Corpus Domini San Cataldo

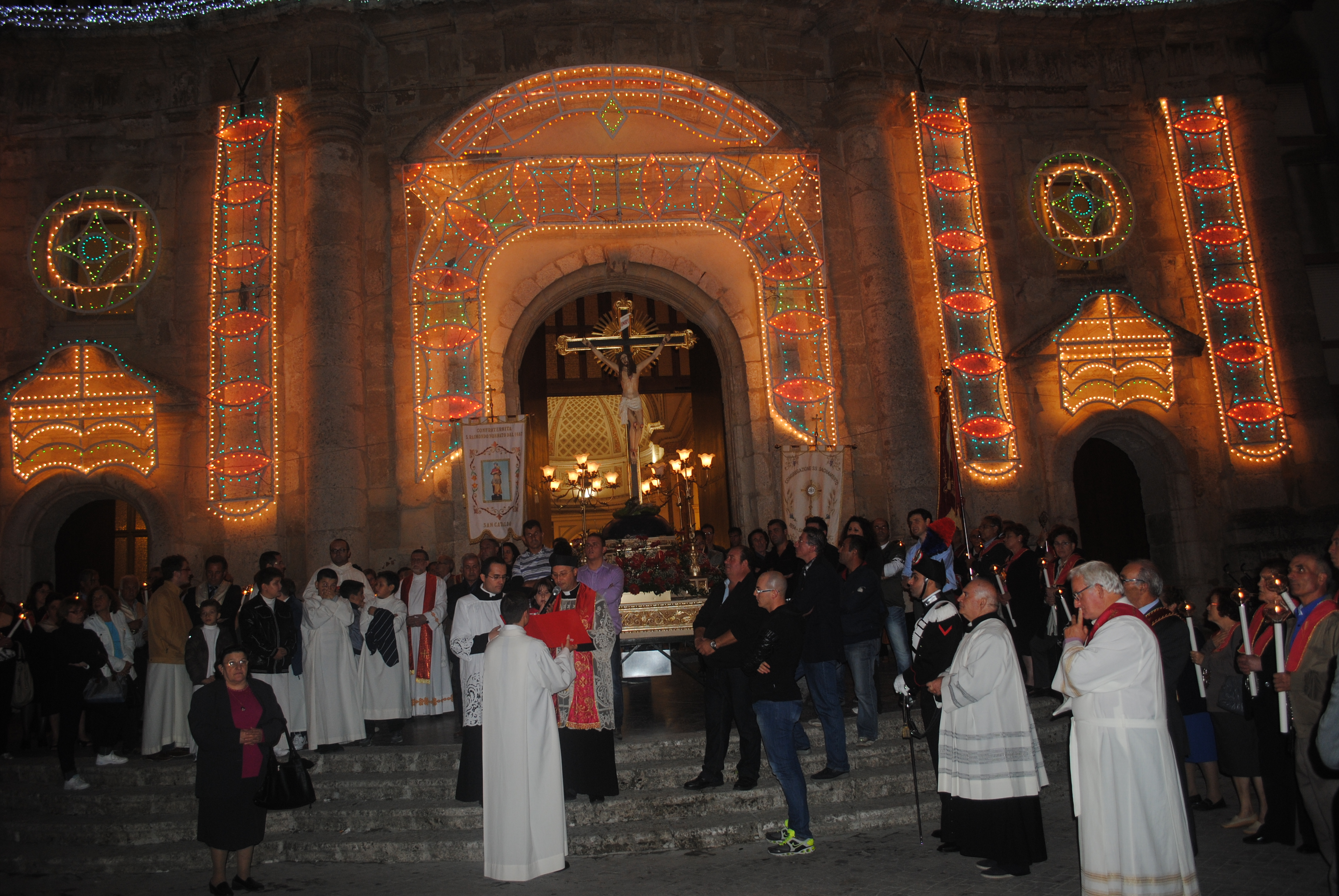
Crucifijo Octubre 2012

- contratto o convenzione. Quando i bambini chiedono il motivo della sosta dell'Immacvena di Natale, dai canti, e dal suono della banda musicale che, davanti alle edicole addobbate con ghirlande intrecciate con alloro e arricchite da frutta, arance, mandarini, mirto e nespole.
- Settimana santa. Ogni anno, in accordo con l'Amministrazione comunale della città, si organizza la settolata nella chiesa della Mercede, gli adulti rispondono che la Madonna va a chiudersi per preparare il corredino al Bambinello Gesù, che nascerà a Natale. Attualmente la statua è posta sull'altare del transetto di destra. Questa festa inaugura il periodo natalizio, caratterizzato dalla noimana santa sancataldese. Per le celebrazioni sacre, spetta alla Chiesa Madre (processioni), al comune spetta l'organizzazione di quelle folkroristiche.

## Entierros y personajes famosos.
En la catedral descansan los restos del arzobispo Cataldo Naro, el arzobispo Alberto Vassallo de Torregrossa y la Sierva de Dios Marianna Amico Roxas. Aquí predicó el beato Giacomo Cusmano. Aquí visitó el nuncio apostólico, arzobispo Angelo Giuseppe Roncalli, quien más tarde se convirtió en el Papa Juan XXIII; aquí se celebraron y se celebran todavía los grandes acontecimientos de la historia de la ciudad de San Cataldo .

## Rectorías pertenecientes a la Iglesia Madre
En el territorio de la Iglesia Matriz se encuentran algunas iglesias rectoriales, así como capillas de institutos religiosos:
- El oratorio del Santísimo Sacramento, conocido como: " U Ratò ". Fundada por Don Ignazio Amico en 1645, adscrita a la Iglesia Matriz y en el mismo año se fundó allí la Cofradía del Santísimo Sacramento. En su interior se encuentra la estatua del Niño Jesús, obra de Bagnasco; el crucifijo en el catre de Semana Santa y una pintura de Roxas que representa la pasión de Cristo. En los años setenta, esta pequeña iglesia fue restaurada con una restauración obscena y en 2009 sufrió una segunda restauración que la devolvió, no perfectamente, a sus formas iniciales.
- La iglesia de San Giuseppe, construida sobre las ruinas del oratorio de San Francisco por el arcipreste Baldassare Amico en 1708 y reconstruida en el siglo XIX. Al lado se encuentra la Casa del Clero, por voluntad del obispo Alfredo María Garsia, hoy utilizada por el Centro de Estudios Cammarata, por encargo del arzobispo Cataldo Naro.
- La iglesia de S. Antonio Abate (dedicada a la Madonna del Carmelo), tiene una historia muy particular. En el lugar donde hoy se encuentra la iglesia, en 1740 el arcipreste Isidoro Amico comenzó a construir un templo en forma de cruz griega dedicado a San Antonio Abad. La construcción fue interrumpida tras la muerte del arcipreste. En 1818, al no poder completarse la construcción del templo, las piedras labradas que debían servir para tal fin se utilizaron para la fachada de la Iglesia Matriz. Posteriormente, los herederos del arcipreste Amico tomaron posesión de la zona donde se iba a construir el templo y construyeron allí molinos. En 1853, el Sr. Amico, quizás impulsado por el remordimiento por la apropiación indebida, hizo reconstruir una pequeña iglesia en el lugar donde se iba a construir el templo en honor a San Antonio Abate. En 1900/1904 o 1905 el sacerdote Cataldo Mistretta, reconstruyéndolo, lo dedicó a la Virgen del Carmelo, título que pronto cayó en desuso en favor del original (S. Antonio). La iglesia tiene una sola nave.
- La iglesia del Señor de los Misterios, fundada a principios del siglo XIX por Luigi Asaro y el sacerdote Biagio Asaro. Allí se celebró la fiesta del Crucifijo de los Misterios hasta 1870 en que se cerró al culto por la peligrosidad del edificio. En los años 1898 - 1899 fue reconstruido y reabierto al culto. En 1912, los padres Redentoristas llegaron a esta iglesia en misión y establecieron el culto a Nuestra Señora del Perpetuo Socorro. Fue llamada la iglesia del Señor de los Misterios, porque cerca de ella se encuentra el monumental Calvario con el Vía Crucis.
- La iglesia de la Madonna della Catena.

## Curiosidad
Esta comunidad parroquial donó a la Iglesia siete obispos, quienes allí desempeñaban servicio pastoral:
- Luigi Giamporcaro, arcipreste, nombrado obispo de Lacedonia y luego de Monopoli de 1843 a 1854
- Luigi Cammarata, arcipreste, nombrado obispo titular de Cesarea de Mauritania y prelado ordinario de Santa Lucía del Mela de 1964 a 1950
- Alberto Vassallo de Torregrossa, de la comunidad parroquial, nombrado arzobispo titular de Emesa y nuncio apostólico en Baviera del 3 de diciembre de 1913 al 7 de septiembre de 1959 (falleció en su casa de Via Umberto)
- Cataldo Naro, vicario parroquial (rector de la iglesia de San Giuseppe), nombrado arzobispo de Monreale del 18 de octubre de 2002 al 29 de septiembre de 2006
- Francesco Lomanto, Vicario Parroquial, nombrado Arzobispo Metropolitano de Siracusa a partir del 24 de julio de 2020
- Giuseppe La Placa, vicario parroquial, nombrado obispo de Rugusa a partir del 8 de mayo de 2021
- Salvatore Rumeo, vicario parroquial, nombrado obispo de Noto a partir del 22 de diciembre de 2022

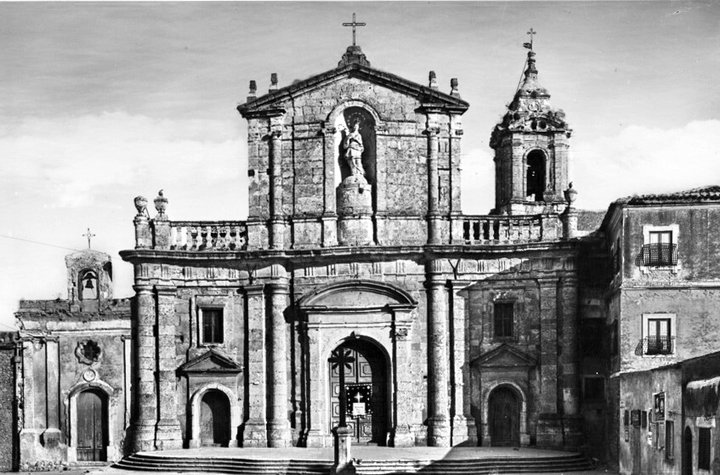
La antigua fachada de la Iglesia Matriz (la foto se refiere a los años aproximadamente 1940/50)
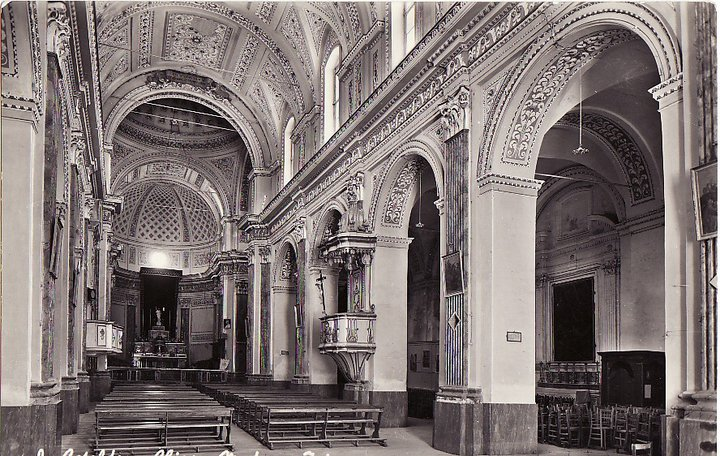
El interior de la Iglesia Matriz antes del Concilio Vaticano II (la foto se refiere a los años alrededor de 1940/50)
L'interno della Chiesa Madre prima del Concilio Vaticano II El interior de la Iglesia Madre ante el Concilio Vaticano II
Settimana di missione per gli uomini, tenuta dai padri Paolini nella Chiesa Madre, anno 1962 Semana misionera masculina, realizada por los padres paulinos en la Iglesia Matriz, año 1962
Settimana di missione per le donne, tenuta dai padri Paolini nella Chiesa Madre, anno 1962 Semana misionera para mujeres, realizada por los padres paulinos en la Iglesia Madre, 1962
Funerali di Marianna Amico Roxas, 25 giugno 1947 Funeral de Marianna Amico Roxas, 25 de junio de 1947
Funerale del Nunzio apostolico sancataldese Alberto Vassallo di Torregrossa, 8 settembre 1959 Funeral del Nuncio Apostólico de San Cataldo Alberto Vassallo de Torregrossa, 8 de septiembre de 1959
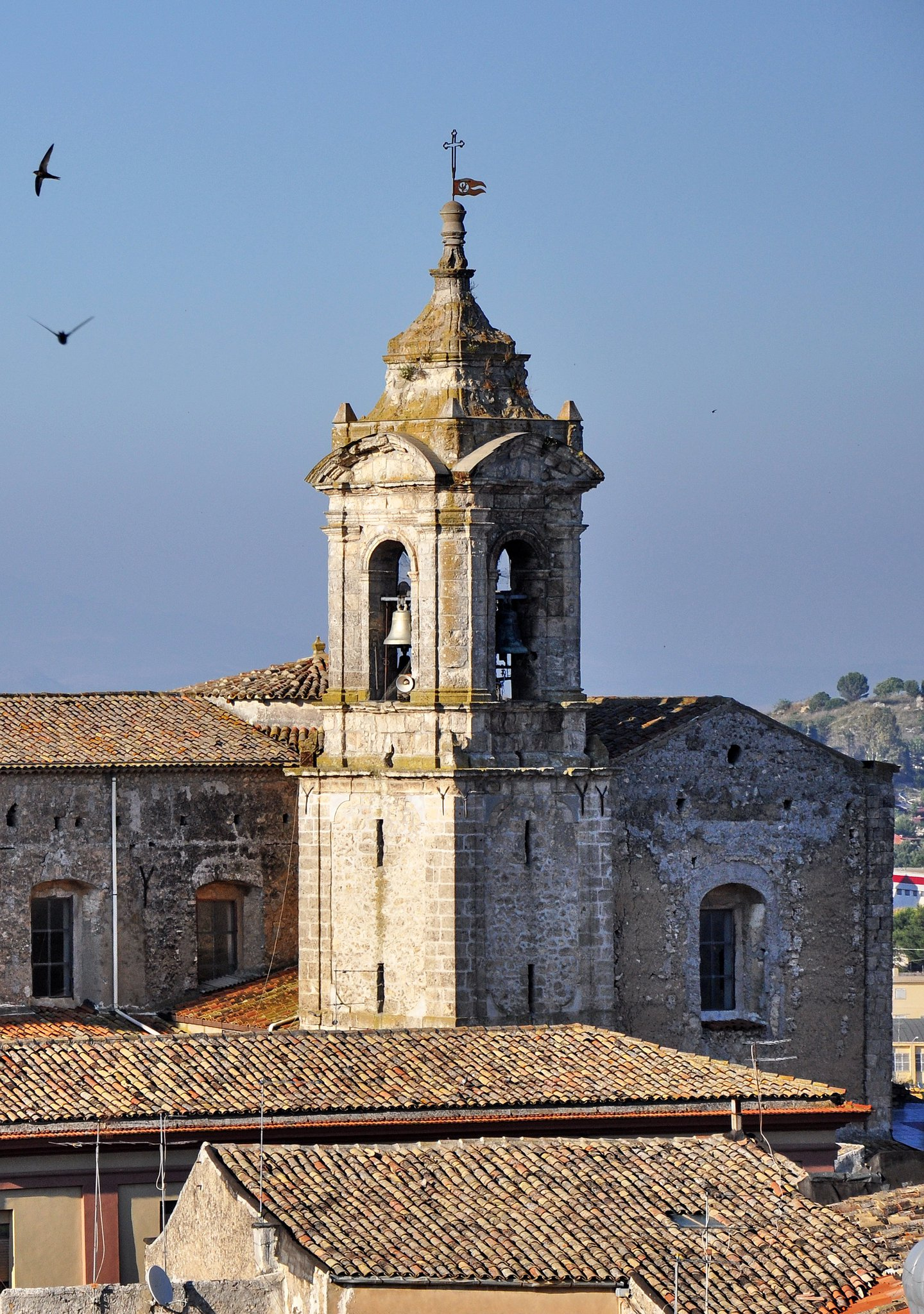
El imponente campanario actual. En el interior hay 6 campanas y en el centro la segunda campana más grande de Sicilia.
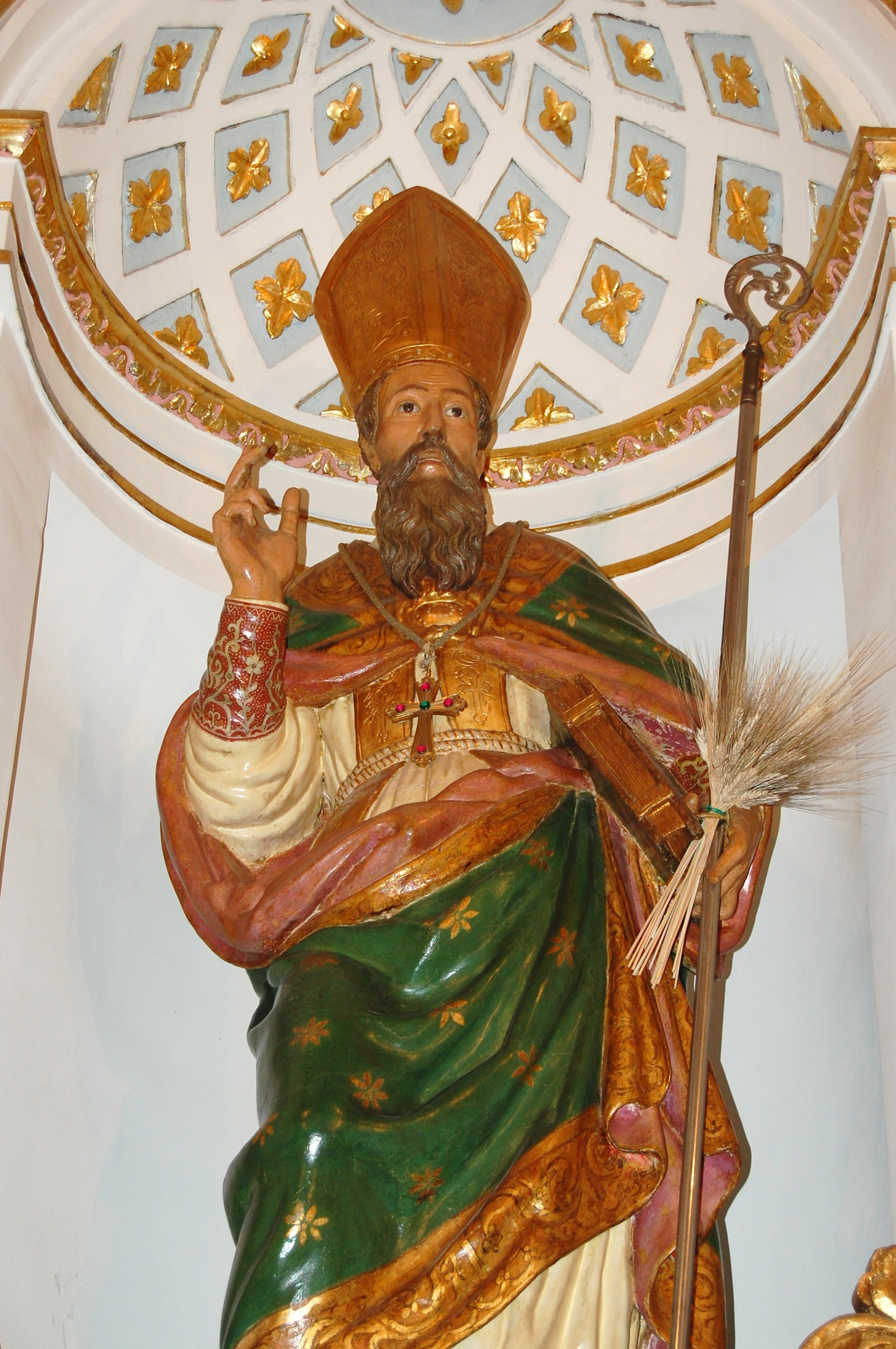
El santo patrón Obispo Cataldo.
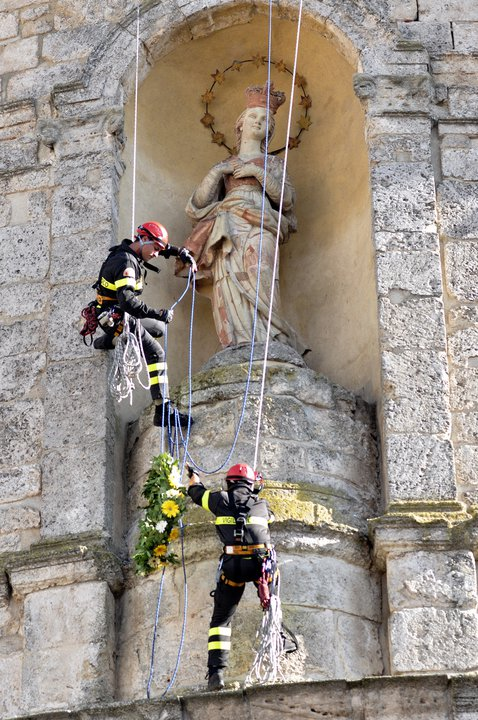
8 de diciembre, homenaje a la Inmaculada Concepción en la fachada de la catedral de Piazza Madrice, con la ayuda de los bomberos (la foto corresponde al año 2011. Foto de A. Calà)